# Bradysia phili
Bradysia phili är en tvåvingeart som först beskrevs av Menzel 2002.  Bradysia phili ingår i släktet Bradysia och familjen sorgmyggor. Inga underarter finns listade i Catalogue of Life.